# Willem Doortmont
Willem Leonardus Doormont (junior) (Amsterdam, 20 april 1873 – aldaar, 6 augustus 1950) was een Nederlands organist.
Hij was zoon van Rijka Cornalia Hoogland en Willem Leonardus Doortmont (sr.). Hijzelf was getrouwd met Jeannette Frederika Werlich. Hij was neef van organist Leonardus Doortmont.
Hij kreeg zijn piano- en orgelopleiding van Eelke Mobach en Jan Willem Kersbergen. Hij ging aan de slag als organist van de Waalse Kerk. Doortmont was vanaf 1926 jarenlang organist van de Oosterparkkerk van de Doopsgezinde Gemeente Amsterdam; hij vierde er in 1941 zijn 25-jarig jubileum. Hij trad menig keer als begeleider op van solisten als Cato Engelen-Sewing, Martin Wolters, Jos Orelio en violist Louis Zimmermann. Voorts was hij jarenlang verbonden aan vereniging Apollo (was er erelid).
Doortmont bespeelde zestien het orgel in het Concertgebouw in Amsterdam, meest in religieuze werken onder dirigent Hubert Cuypers. Doortmont gaf met zanger Ph. Carstens de première van Landstormlied van Alphons Diepenbrock.
Hij overleed op 77-jarige leeftijd, al bijna vergeten. Zijn piek lag in het interbellum. Na zijn overlijden repte niemand meer over hem.